# Cuore d'artista nei club tour
Il Cuore d'artista nei club tour è un tour della cantautrice romana Noemi, in promozione al suo album Cuore d'artista.
Il tour invernale, in dieci club italiani, ha fatto seguito alle date estive del Noemi Live tour .
Cominciato alla "Casa della Musica del PalaPartenope" a Napoli, il 17 novembre, il tour ha fatto tappa a Bari, Maglie (Lecce), Milano, Roma, Nonantola (Modena), Roncade (Treviso), Monteroni d'Arbia (Siena) e Borgomanero (Novara), per concludersi il 17 dicembre a Collesalvetti (Livorno), e toccando otto regioni italiane da nord a sud.

## Date
- 17 novembre 2016, Napoli, PalaPartenope, Casa della Musica
- 18 novembre 2016, Bari, Demodé
- 19 novembre 2016, Maglie, Industrie Musicali
- 23 novembre 2016, Milano, Alcatraz
- 25 novembre 2016, Roma, Spazio 900
- 2 dicembre 2016, Nonantola, Vox
- 3 dicembre 2016, Roncade, New Age
- 9 dicembre 2016, Monteroni d'Arbia, Papillon 78
- 16 dicembre 2016, Borgomanero, Pala Phenomenon
- 17 dicembre 2016, Collesalvetti, La Villa